# Parafia Zaśnięcia Najświętszej Maryi Panny w Przemyślu
Parafia Zaśnięcia Przenajświętszej Bogurodzicy – parafia prawosławna w Przemyślu, w dekanacie Przemyśl diecezji przemysko-gorlickiej.
Na terenie parafii funkcjonuje 1 cerkiew:
- cerkiew Zaśnięcia Najświętszej Maryi Panny w Przemyślu – parafialna

## Historia
Obecna parafia funkcjonuje od 1983.

## Wykaz proboszczów
- 1983–1984 – hieromnich Abel (Popławski)
- – ks. Jerzy Mokrauz (obecnie)